# Barriera di separazione israeliana

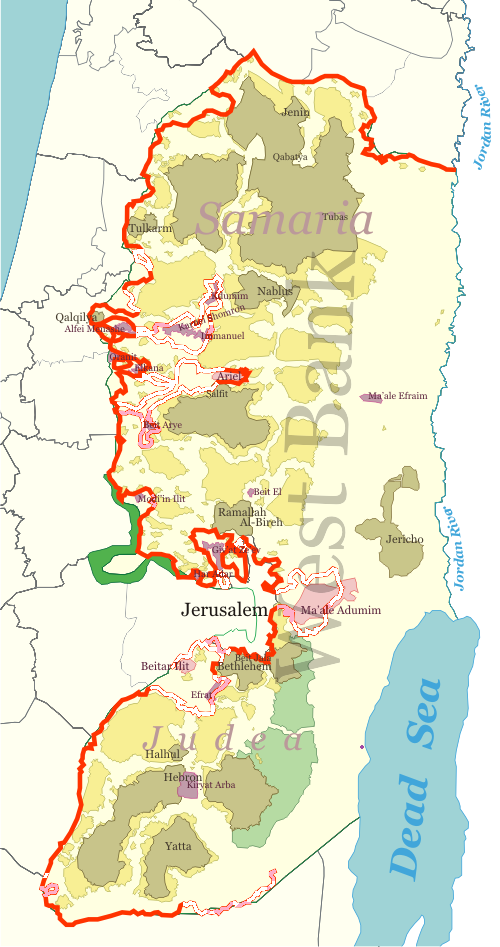
Tracciato della "Barriera di separazione" approvato nel luglio 2006 ma suscettibile di modifica.

La barriera di separazione israeliana (in ebraico: גדר ההפרדה, o חומת ההפרדה o anche גדר הביטחון, rispettivamente "barriera di separazione" o "muro di separazione"; in arabo جدار الفصل العنصري‎?, "muro della separazione / muro dell’apartheid", in inglese: security fence, "chiusura di sicurezza") è un sistema di barriere fisiche costruito da Israele in Cisgiordania a partire dalla primavera del 2002. Si estende su un controverso tracciato di 730 km ridisegnato più volte a causa di pressioni internazionali e consiste per tutta la sua lunghezza in un'alternanza di muro e reticolato con porte elettroniche.
Se lo Stato di Israele lo considera un mezzo di difesa dal terrorismo, i palestinesi lo ritengono uno strumento di segregazione razziale, tantoché, mentre il primo si riferisce ufficialmente ad esso come "chiusura di sicurezza israeliana" o "barriera antiterrorista" o "muraglia di protezione" o "muro salvavita", i secondi lo chiamano "muro dell’apartheid" o "muro della vergogna" o "muro dell'annessione" o usano l'espressione araba jidār al-faṣl al-ʿunṣūrī, che può significare tanto "muro di separazione razziale" quanto "muro di separazione razzista".
L'ONU e la comunità internazionale utilizzano più frequentemente il termine "muro", ma anch'essi utilizzano in alternativa "chiusura", "barriera", "separazione" e "sicurezza".

## Struttura della barriera e sua costruzione

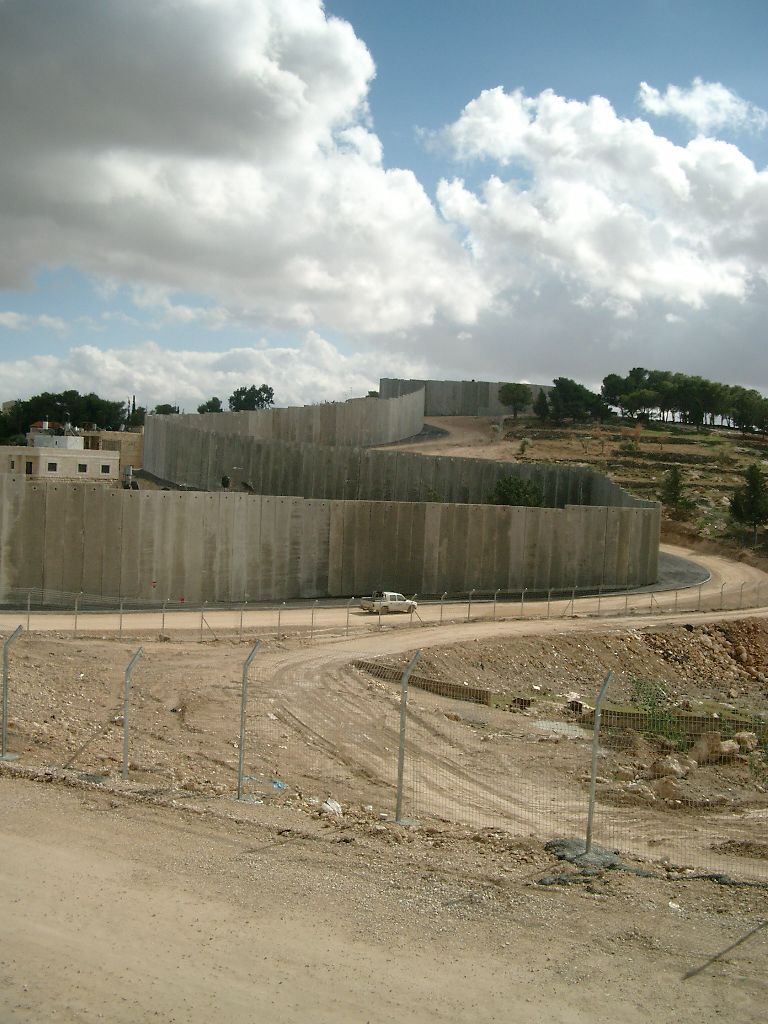
Immagine del Muro

La barriera ingloba la maggior parte delle colonie israeliane e la quasi-totalità dei pozzi d'acqua. Essa si discosta in certi tratti dalla "linea verde" anche di 28 chilometri. Il suo tracciato fu modificato decine di volte nel 2004 e nel 2005, su domanda dei palestinesi, degli Europei e della Corte Suprema di Giustizia israeliana. Le locali comunità cristiane si sono espresse apertamente e hanno manifestato più volte contro la costruzione del muro. È equipaggiata sulla sua parte più lunga di barriere elettroniche, come la barriera che separa il Messico dagli Stati Uniti d'America. I sostenitori del muro ritengono che esso abbia portato ad un decremento di attentati anti-israeliani, mentre i suoi detrattori (principalmente palestinesi o appartenenti alla sinistra politica israeliana) sottolineano la mancanza di libertà di movimento che essa comporta, la perdita dell'accesso alle terre coltivate da parte degli agricoltori, l'isolamento di certi villaggi, il sentimento d'imprigionamento e la convinzione che essa rappresenti di fatto una futura frontiera di cui rifiutano il tracciato.

## Percorso della barriera

### A nord di Tulkarem
A nord di Tulkarem, la barriera si estende fino al fiume Giordano, al di sotto della frontiera con la Giordania. Lungo la parte orientale essa segue all'incirca la Linea Verde. All'altezza della colonia di Rehan, la barriera penetra per circa 5 km all'interno della Cisgiordania.

### Il muro di separazione di Tulkarem
La cittadina di Tulkarem è divisa dal suo circondario da due barriere. Da un lato un muro di separazione (alto 8 metri) e dall'altro una barriera, detta «barriera d'isolamento», che costituisce un'estensione del muro, col risultato appunto di isolare quasi totalmente la cittadina.

### Il muro di separazione di Gerusalemme

Il muro tra Gerusalemme e Betlemme visto dalla parte palestinese

Nell'agglomerato urbano di Gerusalemme la barriera è costituita da un muro alto 8 metri. Esso si estende nei quartieri arabi di Gerusalemme e in corrispondenza del confine fra gli agglomerati di Gerusalemme e di Betlemme. Questo muro ha reso la vita di molti cittadini dei territori Impossibile tale che fu dichiarato nel 2004 illegale. Attraversa in particolare i quartieri di Abū Dis e di Azariyye a sud, fino alla strada che permette di accedere a Betlemme. A nord, il muro costeggia in parte i limiti del comune di Gerusalemme, sulla parte annessa da Israele del territorio cisgiordano.

### A sud di Gerusalemme
A sud di Gerusalemme e di Betlemme, la barriera, dapprima al livello del blocco di colonie di Gush Etzion, penetra fino a quasi 10 km in Cisgiordania. Essa si prolunga poi approssimativamente lungo la Linea Verde, ma non si prolunga fino al Mar Morto, fermandosi a circa 20 km da esso.

## Conseguenze

### Sulla sicurezza degli israeliani
Uno studio statistico fornito dal Ministero degli Affari esteri israeliano afferma che la costruzione della barriera di separazione ha permesso di ridurre il numero delle infiltrazioni di attentatori palestinesi in territorio israeliano.
Questo studio mostra che dal nord della Cisgiordania:
- Fra aprile e dicembre 2002, prima della costruzione della barriera, 17 attacchi suicidi sono stati commessi da terroristi infiltrati.
- Nel 2003, quando la barriera è stata completata, 5 attacchi suicidi sono stati commessi da terroristi infiltrati.

Al contrario, i dati provenienti dal sud della Cisgiordania, dove non sono state adottate queste misure, indicano che:
- Fra aprile e dicembre 2002, 10 attacchi suicidi sono stati commessi da terroristi infiltrati.
- Nel 2003 11 attacchi suicidi sono stati commessi da terroristi infiltrati.

Secondo questo rapporto, le conclusioni sono innegabili: la costruzione della barriera di sicurezza permette di ridurre fortemente il numero d'infiltrazioni e di ridurre di conseguenza il numero degli attentati terroristici.
I responsabili palestinesi spiegano queste cifre col cambiamento di strategia dei movimenti palestinesi, negoziato con l'Autorità Nazionale Palestinese per mettere fine agli attentati.
In realtà nel 2003 il muro non era e non è ancora stato completato. Il periodo da considerare è quello tra il 2002 e il 2008, nel quale la curva degli attentati da parte di palestinesi in Israele e in Cisgiordania ha lo stesso andamento, sia pure con numeri diversi dalle due parti del muro.

### Sui palestinesi
Sono stati denunciati effetti estremamente negativi della barriera sulla vita dei palestinesi.
Nel suo ultimo rapporto in proposito, l'ONU indica:
(The Humanitarian Impact of the West Bank Barrier on Palestinian Communities, rapporto ONU del 2005)
La barriera segue la Linea Verde, ma penetra profondamente all'interno della Cisgiordania per integrare gli Insediamenti israeliani. A causa del complesso tragitto seguito, la maggior parte della barriera è situata in Cisgiordania, mentre il 20% di essa è posizionata esattamente sulla Linea Verde. Sezioni della barriera sono costruite su terre confiscate a palestinesi. In un rendiconto recente, l'ONU ha precisato che il tracciato più recente della barriera prevede più segmenti costruiti sulla Linea Verde stessa rispetto alle precedenti variazioni di tracciato.
Un esempio frequentemente offerto degli effetti della barriera è la città palestinese di Qalqiliya, un agglomerato di circa 45.000 abitanti, in cui un pannello del muro in cemento, di 8 metri d'altezza, è eretto sulla Linea Verde fra la città e la vicina autostrada trans-israeliana. Il muro in questo punto è descritto da Israele stesso come il "muro-cecchino", a causa della possibilità che da esso si portino attacchi armati contro gli automobilisti israeliani o contro la città israeliana di Kfar Saba.
La barriera penetra in particolare al livello di Qalqilya nelle sezioni settentrionali e meridionali, con un andamento seghettato e scanalato. La città è accessibile da una strada a est, come pure da un tunnel costruito nel settembre 2004 che la collega al villaggio di Habla, anch'esso isolato da un altro muro.
Secondo il Dipartimento Palestinese per gli Affari Negoziali e altre fonti, il 45% delle terre coltivate palestinesi (compresa una parte fra le più fertili), e un terzo dei pozzi d'acqua della cittadina, si ritrovano all'esterno della barriera, e i contadini devono ormai chiedere permessi alle autorità israeliane per accedere alle loro terre situate dall'altra parte della barriera. (La Corte Suprema israeliana prende atto delle dichiarazioni del governo che respinge le accuse di annessione di fatto di questi pozzi, affermando: «the construction of the fence does not affect the implementation of the water agreements determined in the (interim) agreement» ("la costruzione della barriera non influenza l'implementazione degli accordi sull'acqua determinati nell'accordo (ad interim)"). Esistono tre punti transito di questa parte di barriera destinati a consentire ai contadini di accedere ai loro terreni, passaggi aperti 3 volte al giorno per un totale di 50 minuti, malgrado secondo il Dipartimento Palestinese per gli Affari Negoziali essi siano chiusi frequentemente per lunghi periodi, arrecando la perdita dei raccolti per i contadini. Uno di questi passaggi è chiuso dall'agosto del 2004 dopo un attentato suicida perpetrato presso il luogo di transito.
Recentemente la Corte Suprema israeliana ha ordinato al governo di modificare il tracciato della barriera in questa zona, al fine di facilitare gli spostamenti dei palestinesi fra Qalqilya e i 5 villaggi confinanti. In questo stesso deliberato, la Corte ha rigettato l'argomento affermando che la barriera doveva seguire precisamente la Linea Verde, rispettando le sezioni 43 e 52 della Convenzione dell'Aia del 1907, come pure dell'articolo 53 della IV Convenzione di Ginevra.
All'inizio del 2003, il comando centrale delle forze armate dichiara la zona fra la barriera di separazione e la Linea Verde sulla sezione settentrionale «zona militare interdetta» per un periodo di tempo indefinito. Le nuove direttive indicano che tutti i palestinesi di più di 12 anni che vivono in questa zona interdetta possono ottenere un'attestazione di «residenza permanente» da parte dell'amministrazione civile, che permetterà loro di continuare a vivere nelle proprie case. Gli altri residenti della Cisgiordania dovranno ottenere un permesso speciale per entrare in questa zona.
Nel maggio 2004, la costruzione di muri e passaggi obbligati della barriera ha costretto allo sradicamento di 102.326 olivi e piante d'agrumi, alla demolizione di 75 acri (30 ettari) di serre e 37 km di condotte d'irrigazione. Fino ad oggi la barriera corre lungo 15.000 dunum (15 km²) di terre "confiscate", a ridosso dei villaggi. All'inizio del 2003, allo scopo di costruire una sezione della barriera verso la Linea Verde, un mercato di 63 negozi è stato demolito dall'esercito israeliano nel villaggio di Nazlat Isa (Nazlat ʿĪsā), dopo che i proprietari ebbero ricevuto un preavviso di soli 30 minuti. Nell'agosto di quello stesso anno, 115 negozi supplementari che costituivano un'importante fonte di reddito per numerose comunità, furono demoliti sul luogo, insieme a 5-7 case.
Le Nazioni Unite hanno organizzato un registro per ospitarvi i reclami relativi al danneggiamento di proprietà causati dalla barriera di separazione. Kofi Annan, Segretario generale dell'ONU, ha detto: "stiamo organizzando un registro che possa col tempo aiutare a risolvere questi reclami"(... we are establishing that register to be able in time to help those with claims). Il Governo israeliano ha promesso che gli alberi danneggiati dalla costruzione sarebbero stati reimpiantati. Secondo la United Nations Relief and Works Agency for Palestine Refugees in the Near East (un tempo semplicemente UNRWA), 15 comunità sono state direttamente danneggiate, per un numero di persone ammontante a 138.593 unità, incluse 13.450 famiglie di rifugiati palestinesi per un totale di 67.250 persone.
Nel giugno 2004, il quotidiano statunitense Washington Times ha riferito che le ridotte necessità dell'apparato militare israeliano a Jenin hanno avuto l'immediato effetto di far ricostruire le strade danneggiate e hanno consentito il graduale ritorno alla normalità, e infine in una lettera datata 25 ottobre 2004, inviata dalla missione israeliana all'ONU e indirizzata a Kofi Annan, il governo d'Israele ha sottolineato che un numero di restrizioni imposte nella parte orientale della barriera erano state eliminate, come risultato conseguito dall'innalzamento della barriera, compresa la riduzione dei checkpoint da 71 a 47 e dei blocchi stradali da 197 a 111. Il giornale israeliano Jerusalem Post riporta che, per alcuni palestinesi che sono cittadini israeliani e che vivono nella città araba israeliana di Umm al-Fahm (di 42.000 abitanti) presso Jenin, la barriera ha "significativamente migliorato le loro vite" perché, da un lato, previene ladri e terroristi dall'entrare nelle loro città e, d'altro lato, ha accresciuto il flusso di clienti dalle altre parti d'Israele che sarebbero normalmente andati verso la Cisgiordania col risultato di un apprezzabile aumento d'affari per loro. La relazione stabilisce che d'altronde l'aspetto negativo è che la barriera avrebbe diviso delle famiglie e "danneggiato la solidarietà degli Arabi israeliani nei confronti dei palestinesi che vivono dall'altra parte della Linea Verde".
Un rapporto dell'ONU reso pubblico nell'agosto 2005 osserva che con l'esistenza della barriera "il movimento all'interno della parte settentrionale della Cisgiordania è meno restrittivo di quando la barriera non esisteva. Ostacoli fisici sono stati rimossi nei governatorati di Ramallah e Gerusalemme, in cui la barriera è ancora in fase di costruzione". Il rapporto nota che maggior libertà di movimento nelle aree rurali può aiutare l'accesso dei palestinesi agli ospedali e alle scuole, ma nota altresì che le restrizioni dei movimenti fra la popolazione dei centri urbani non sono significativamente cambiate.

## Punti di vista giuridici

### Diritto internazionale e diritti umani
Nell'ottobre 2003, alcuni paesi arabi hanno deciso di sottoporre la questione della barriera di separazione all'Assemblea generale delle Nazioni Unite. Essa ha adottato il 21 ottobre 2003 la risoluzione ES-10/13 che condanna la costruzione di una "Barriera" gravante sul «territorio palestinese occupato». Questa decisione non è vincolante ed è stata respinta dallo Stato di Israele. Il ministro israeliano del Commercio e dell'Industria ha dichiarato: «La chiusura di sicurezza continuerà a essere costruita».
L'8 dicembre 2003, l'Assemblea generale delle Nazioni Unite ha approvato la risoluzione ES-10/14 che domandava alla Corte Internazionale di Giustizia di emettere un parere consultivo sulla seguente questione:
«Quali sono in via di diritto le conseguenze della costruzione del Muro che Israele, potenza occupante, è in procinto di costruire nel territorio palestinese occupato, al suo interno e intorno a Gerusalemme Est, secondo quanto esposto nel rapporto del Segretario generale, tenendo conto delle regole e dei principi del diritto internazionale, in particolar modo della quarta Convenzione di Ginevra del 1949 e delle risoluzioni consacrate all'argomento da parte del Consiglio di Sicurezza e dell'Assemblea generale?».
Il 9 luglio 2004, la Corte internazionale di giustizia ha emesso il suo parere sulla questione che gli era stata sottoposta dall'Assemblea generale dell'ONU. Essa ha affermato nella sua risposta
che:
«L'edificazione del Muro che Israele, potenza occupante, è in procinto di costruire nel territorio palestinese occupato, ivi compreso l'interno e intorno a Gerusalemme Est, e il regime che gli è associato, sono contrari al diritto internazionale». Vi si legge anche che gli Stati «sono ugualmente obbligati a non prestare aiuto o assistenza al mantenimento della situazione creata da questa costruzione. È compito d'altronde di tutti gli Stati vigilare, nel rispetto della Carta delle Nazioni Unite e del diritto internazionale, affinché sia posto termine agli ostacoli, derivanti dalla costruzione del muro, all'esercizio da parte del popolo palestinese del suo diritto all'autodeterminazione. Inoltre, tutti gli Stati parte della Convenzione di Ginevra relativa alla protezione dei civili in tempo di guerra, del 12 agosto 1949, sono obbligati, nel rispetto della Carta delle Nazioni Unite e del diritto internazionale, a far rispettare il diritto internazionale umanitario incorporato in questa convenzione da parte di Israele».
Il 20 luglio 2004, l'Assemblea generale dell'ONU ha adottato la risoluzione ES-10/15, dopo aver preso atto del parere consultivo della Corte Internazionale di Giustizia. La risoluzione «esige che Israele, potenza occupante, rispetti i suoi obblighi giuridici come essi sono enunciati nel parere consultivo». Tuttavia, 
«non solo tale parere non ha avuto seguito: negli anni seguenti, com’è noto, il muro ha continuato ad avanzare, il territorio palestinese ha continuato ad essere annesso e colonizzato da Israele anche mediante il trasferimento della propria popolazione, che fonti Onu stimano ammonti ormai a oltre 700.000 coloni, includendo Gerusalemme est (che è parte del territorio palestinese occupato, come riconosciuto dal diritto internazionale)».

### Decisioni della giustizia israeliana
Il 30 giugno 2004, la Corte Suprema d'Israele non ha rimesso in discussione l'esistenza della barriera di separazione ma ha ordinato che il suo tracciato sia modificato là dove edificata in territorio occupato..
Il 15 settembre 2005, la Corte Suprema d'Israele ha giudicato all'unanimità che una parte della barriera di separazione sia illegale riferendosi a quella parte edificata in territorio occupato. Ha chiesto al governo di Ariel Sharon di riesaminare il tracciato prossimo alla colonia di Alfei Menashe.
Il governo israeliano di Ariel Sharon, che ha impegnato risorse considerevoli per realizzare questo progetto (che era stato proposto a suo tempo dal governo laburista di Ehud Barak), ha dichiarato che questa barriera non pregiudicherà in nulla il tracciato frontaliero fra Israele e il costituendo Stato indipendente di Palestina che dovrà essere negoziato dalle parti.

## Il muro e l'arte impegnata
- Nel 2004, la cineasta marocchina Simone Bitton ha realizzato un film-documentario sulla barriera intitolato "Mur"[36].
- Il documentario del 2004 Good Times racconta il rapporto della popolazione con il muro ad Abu Dis, periferia est di Gerusalemme[37].
- Nel 2006 è stato realizzato il documentario The Iron Wall (Il muro di ferro).
- Nel giugno 2006, il musicista Roger Waters, in occasione di una sua visita in Israele, dove ha tenuto un concerto a Nevè-Shalom, ha scritto "Tear down the wall" sul muro, una frase contenuta nel doppio CD The Wall dei Pink Floyd, band di cui Waters fece parte fino al 1983[38]
- Il graffitaro iconoclasta Banksy, a partire dal settembre 2006, ha eseguito sul muro molti disegni e stencil a sfondo provocatorio e di protesta. Inoltre, durante le festività del Natale 2007, una galleria d'arte di Betlemme - città fortemente interessata dalla costruzione del muro - ha esposto le sue opere[39].
- Nel 2009 il documentario "Israel only wants Peace" tentava di far comprendere anche ai più accesi antisemiti e anti-israeliani che la barriera difensiva ha soltanto scopo difensivo, in chiave anti-terroristica e mostrava come il governo abbia tentato di tutto pur di limitare qualsiasi disagio involontariamente provocato ai Palestinesi.
- Nel 2011 Maurizio Fantoni Minnella gira il cortometraggio Muro contro Muro che contrappone il Muro del Pianto al Muro di separazione.

## L'iniziativa
Grazie ad una ONG dei Paesi Bassi di ispirazione cristiana (ICCO), il 9 dicembre 2007 è nata l'iniziativa "Send a message", tramite la quale, attraverso internet, si poteva inviare un proprio messaggio che alcuni incaricati palestinesi avrebbero scritto, con la vernice spray, sul muro, scattando delle foto che venivano poi inviate - come testimonianza - al richiedente. L'iniziativa, nata in sordina, ha attratto subito l'attenzione dei media, conquistando rapidamente l'interesse generale. Sul website ufficiale era possibile inviare il testo che si voleva trascrivere sul muro. Questa operazione, che aveva il benestare sia dell'ANP che del Governo israeliano, mirava a raccogliere fondi per finanziare attività sociali in Cisgiordania.